# Vincent Hugo Bendix
Vincent Hugo Bendix (12 decembrie 1881 - 27 martie 1945) a fost un inventator și industrialist american. Vincent Bendix a fost un pionier și lider în industria auto și a aviației în anii 1920 și 1930.

## Context
Vincent Hugo Bendix s-a născut în Moline, Illinois. El a fost cel mai mare dintre cei trei copii născuți din clericul metodist, reverețelul Jann Bengtsson, originar din Ångermanland, Suedia și soția sa Anna Danielson, de asemenea imigrant din Suedia. Pe când în Moline, numele de familie a fost schimbat în „Bendix”. Ulterior s-au mutat la Chicago, Illinois și Vincent a achiziționat Palmer Mansion în 1930, pentru 3.000.000 de dolari.

## Onoruri
- 1929 -  Cavaler al suedezilor Ordinul Steaua Polară
- 1931 -  Președinte al Societatea Inginerilor de Autovehicule
- 1936 - Cavaler al Legiunii de Onoare a Franței.
- 1984 - Intrat în Automotive Hall of Fame[8]
- 1991 - Intrat în National Aviation Hall of Fame[5]

## Legături externe
- "Rites for Vincent Bendix", New York Times, April 1, 1945) (necesită abonare)
- Bendix Corporation#External links